# Spooks – Im Visier des MI5/Episodenliste
Diese Liste der Im-Visier-des-MI5-Episoden enthält alle Episoden der Fernsehserie Spooks – Im Visier des MI5, sortiert nach der britischen Erstausstrahlung.
Die zehnte und letzte Staffel wurde von der BBC im September 2011 ausgestrahlt. Die erste und letzte Staffel besteht aus jeweils sechs Episoden, Staffel zwei bis sechs jeweils aus zehn Episoden und Staffel sieben bis neun aus je acht Episoden.
Die einzelnen Episoden haben keine offiziellen Titel, nur Arbeitstitel. Dennoch wurden sie in den USA mit eigenen Titeln ausgestrahlt, die nicht immer mit dem Arbeitstitel identisch sind. In diesen Fällen sind die amerikanischen Titel zusätzlich angegeben.

## Staffel 1 (2002)
| Nr. (ges.) | Nr. (St.) | Deutscher Titel    | Originaltitel                                | Erstausstrahlung GB | Deutschsprachige Erstausstrahlung (FOX) | Regie          | Drehbuch                            |
| --- | --------- | ------------------ | -------------------------------------------- | ------------------- | --------------------------------------- | -------------- | ----------------------------------- |
| 1 | 1         | Heilige Rache      | Thou Shalt Not Kill                          | 13. Mai 2002        | 3. Sep. 2008                            | Bharat Nalluri | David Wolstencroft                  |
| Eine Autobombe explodiert in Liverpool und Zoe soll verdeckt ermitteln                                                               |           |                    |                                              |                     |                                         |                |                                     |
| 2 | 2         | Gefährliche Idee   | Looking after Our Own                        | 20. Mai 2002        | 13. Sep. 2008                           | Bharat Nalluri | Davis Wolstencroft                  |
| Das Team entdeckt Verbindungen zwischen rassistischen Bandenführern, Politikern und tödlichen Anschlägen auf Einwanderer             |           |                    |                                              |                     |                                         |                |                                     |
| 3 | 3         | Späte Rache        | One Last Dance                               | 27. Mai 2002        | 20. Sep. 2008                           | Rob Bailey     | Simon Mirren                        |
| Zoe befindet sich gerade in der türkischen Botschaft, als diese von kurdischen Rebellen besetzt wird                                 |           |                    |                                              |                     |                                         |                |                                     |
| 4 | 4         | Verzweiflungstat   | Traitor’s Gate                               | 4. Juni 2002        | 27. Sep. 2008                           | Rob Bailey     | Howard Brenton                      |
| Toms Mentor arbeitet verdeckt, aber seine Methoden scheinen gefährlich unkonventionell zu sein.                                      |           |                    |                                              |                     |                                         |                |                                     |
| 5 | 5         | Die Memoiren       | The Rose Bed Memoirs                         | 10. Juni 2002       | 4. Okt. 2008                            | Andy Wilson    | Howard Brenton                      |
| Ein ehemaliges Parlamentsmitglied wird aus der Haft entlassen und kündigt an, seine Memoiren zu veröffentlichen.                     |           |                    |                                              |                     |                                         |                |                                     |
| 6 | 6         | Dreht Harry durch? | Mean, Dirty, Nasty (USA:Lesser Of Two Evils) | 17. Juni 2002       | 11. Okt. 2008                           | Andy Wilson    | David Holstencroft & Howard Brenton |
| Tom steht mit einem irischen Terroristen in Verbindung, der vorgibt, dem MI5 zu helfen, aber nichts ist so einfach, wie es aussieht. |           |                    |                                              |                     |                                         |                |                                     |

## Staffel 2 (2003)
| Nr. (ges.) | Nr. (St.) | Deutscher Titel               | Originaltitel        | Erstausstrahlung GB | Deutschsprachige Erstausstrahlung (FOX) | Regie           | Drehbuch           |
| --- | --------- | ----------------------------- | -------------------- | ------------------- | --------------------------------------- | --------------- | ------------------ |
| 7 | 1         | Serbische Rache               | Legitimate Targets   | 2. Juni 2003        | 18. Okt. 2008                           | Bharat Nalluri  | David Wolstencroft |
| Ein serbischer General, der verschiedene britische Militäreinrichtungen angreift, ist der Anlass für ein dringendes Treffen von COBRA. Zoe freundet sich mit einem serbischen Geheimagenten an und findet heraus, dass COBRA das nächste Ziel ist.                                             |           |                               |                      |                     |                                         |                 |                    |
| 8 | 2         | Das Nest der Engel            | Nest Of Angels       | 9. Juni 2003        | 25. Okt. 2008                           | Bharat Nalluri  | Howard Brenton     |
| Der Imam einer Moschee in Birmingham wird verdächtigt, junge Selbstmordattentäter auszubilden. Ein algerischer Überläufer erklärt sich bereit, sich für den MI5 in die Gruppe einschleusen zu lassen.                                                                                          |           |                               |                      |                     |                                         |                 |                    |
| 9 | 3         | Hacker im MI5                 | Spiders              | 16. Juni 2003       | 1. Nov. 2008                            | Rob Bailey      | Matthew Graham     |
| Ein Hacker verursacht ein großes Durcheinander im ganzen Land. Als er dann in die MI5-Computer eindringt, bringt er das Leben von Agenten auf der ganzen Welt in Gefahr. |           |                               |                      |                     |                                         |                 |                    |
| 10 | 4         | Das Milliardengeschäft        | Blood & Money        | 23. Juni 2003       | 8. Nov. 2008                            | Rob Bailey      | Howard Brenton     |
| Danny arbeitet verdeckt als Börsenmakler, um $ 1.000.000.000 Spendengelder wiederzufinden, die von der russischen Mafia gestohlen wurden. Doch das war nur ein Probedurchlauf. Die eigentliche Summe, $ 19.000.000.000, kommt erst noch.                                                       |           |                               |                      |                     |                                         |                 |                    |
| 11 | 5         | Giftgasangriff auf London     | I Spy Apocalypse     | 7. Juli 2003        | 18. Nov. 2008                           | Justin Chadwick | Howard Brenton     |
| Der MI5 wird davon unterrichtet, dass eine chemische Waffe am Parliament Square explodiert ist. Sie werden von der Außenwelt abgeriegelt. Aber ist das nur eine Übung oder der Ernstfall? |           |                               |                      |                     |                                         |                 |                    |
| 12 | 6         | Der Deal                      | Without Incident     | 14. Juli 2003       | 22. Nov. 2008                           | Justin Chadwick | David Wolstencroft |
| Der Präsident der Vereinigten Staaten wird zu einem mehrstündigen Staatsbesuch erwartet, und Tom Quinn arbeitet in Sicherheitsfragen mit CIA-Agentin Christine Dale zusammen. |           |                               |                      |                     |                                         |                 |                    |
| 13 | 7         | Das kleine Superhirn          | Clean Skin           | 21. Juli 2003       | 29. Nov. 2008                           | Ciaran Donnelly | Simon Mirren       |
| Als das Haus von Harry Pearce von einem jungen Mann ausgeraubt wird, hat der MI5 vielleicht das unbeschriebene Blatt gefunden, das er braucht, um sich die Ergebnisse der Waffenforschungen eines ermordeten französischen Wissenschaftlers zu beschaffen.                                     |           |                               |                      |                     |                                         |                 |                    |
| 14 | 8         | Das Muster von einem Soldaten | Strike Force         | 28. Juli 2003       | 6. Dez. 2008                            | Ciaran Donnelly | Steve Bailie       |
| Ein legendärer britischer Offizier wird verdächtigt, eine Meuterei vorzubereiten. Tom, der verdeckt in die Einheit dieses Offiziers eingeschleust wird, vermutet, dass das nicht stimmt. |           |                               |                      |                     |                                         |                 |                    |
| 15 | 9         | Das Chala Kartell             | The Seventh Division | 4. Aug. 2003        | 13. Dez. 2008                           | Sam Miller      | Ben Richards       |
| Zwei Vertreter der Zoll- und Steuerbehörde werden vom Kolumbianischen Chala Cartel, das von einem Mann namens Rafa geleitet wird, umgebracht. Rafa will Raketen aus Großbritannien schmuggeln. Tom und Zoe freunden sich mit dessen Freundin an, doch sie werden von einem Bekannten verraten. |           |                               |                      |                     |                                         |                 |                    |
| 16 | 10        | Ein schwarzes Schaf im MI5?   | Smoke & Mirrors      | 11. Aug. 2003       | 29. Dez. 2008                           | Sam Miller      | Howard Brenton     |
| Harry und das Team sind wegen Toms seltsamen Verhaltens beunruhigt. Als ein CIA-Agent versucht, Tom einen Mord anzuhängen, schießt dieser auf Harry und schwimmt im Meer davon. |           |                               |                      |                     |                                         |                 |                    |

## Staffel 3 (2004)
| Nr. (ges.) | Nr. (St.) | Deutscher Titel             | Originaltitel              | Erstausstrahlung GB | Deutschsprachige Erstausstrahlung (FOX) | Regie           | Drehbuch                        |
| --- | --------- | --------------------------- | -------------------------- | ------------------- | --------------------------------------- | --------------- | ------------------------------- |
| 17 | 1         | Reingelegt                  | Project Friendly Fire      | 11. Okt. 2004       | 27. Dez. 2009                           | Jonny Campbell  | Howard Brenton                  |
| Kann das Team Toms Unschuld beweisen und damit gleichzeitig die Zukunft des MI5 retten?                                                                                            |           |                             |                            |                     |                                         |                 |                                 |
| 18 | 2         | Der Sleeper                 | The Sleeper                | 18. Okt. 2004       | 1. Jan. 2009                            | Jonny Campbell  | Howard Brenton                  |
| Harry weckt einen Ex-MI5-Schläfer. Der Nobelpreisträger und glückliche Familienvater verkaufte einst seine Seele für einen Anschub seiner Karriere.                                |           |                             |                            |                     |                                         |                 |                                 |
| 19 | 3         | Ein Bauernopfer             | Who Guards The Guards ?    | 25. Okt. 2004       | 9. Jan. 2009                            | Cilla Ware      | Rupert Walters & Howard Brenton |
| Danny und das Team müssen die Wahrheit über ein Attentat auf einen berühmten Schriftsteller aufdecken.                                                                             |           |                             |                            |                     |                                         |                 |                                 |
| 20 | 4         | Ein Gebet für meine Tochter | A Prayer For My Daughter   | 1. Nov. 2004        | 15. Jan. 2009                           | Cilla Ware      | Ben Richards                    |
| Die letzte Runde der Friedensgespräche für den Mittleren Osten wird abrupt unterbrochen, als ein Hauptbevollmächtigter verschwindet.                                               |           |                             |                            |                     |                                         |                 |                                 |
| 21 | 5         | Requiem für das Leben       | Love and Death             | 8. Nov. 2004        | 22. Jan. 2009                           | Justin Chadwick | David Wolstencroft              |
| Zoe und Danny verfolgen einen verbrecherischen Wissenschaftler, der möglicherweise mit biologischen Kampfstoffen zu tun hat. Zoes Beziehung zu Will scheint immer enger zu werden. |           |                             |                            |                     |                                         |                 |                                 |
| 22 | 6         | Der Prozess                 | Persephone                 | 15. Nov. 2004       | 29. Jan. 2009                           | Justin Chadwick | Ben Richards                    |
| Zoe wird verhaftet und wird der Beihilfe zum Mord verdächtigt |           |                             |                            |                     |                                         |                 |                                 |
| 23 | 7         | Die Außenseiter             | Outsiders                  | 22. Nov. 2004       | 5. Feb. 2009                            | Bill Anderson   | Raymond Khoury                  |
| Das Team wird in den Ausnahmezustand versetzt, als sich im Land Chaos ausbreitet.                                                                                                  |           |                             |                            |                     |                                         |                 |                                 |
| 24 | 8         | Kidnapping                  | Celebrity                  | 29. Nov. 2004       | 12. Feb. 2009                           | Bill Anderson   | Howard Brenton                  |
| Der MI5 wird einer öffentlichen Ermittlung unterzogen, als der Sohn eines bekannten Rockstars gekidnappt wird.                                                                     |           |                             |                            |                     |                                         |                 |                                 |
| 25 | 9         | Schmutzige Methoden         | Frequently Asked Questions | 6. Dez. 2004        | 19. Feb. 2009                           | Alrick Riley    | Rupert Walters                  |
| Ein bekannter Söldner wird beobachtet, wie er ein geheimes sowjetisches Waffenlager besucht.                                                                                       |           |                             |                            |                     |                                         |                 |                                 |
| 26 | 10        | Machtlos                    | The Suffering Of Strangers | 13. Dez. 2004       | 26. Feb. 2009                           | Alrick Riley    | Ben Richards                    |
| Danny und Fiona werden während einer Routine-Abhöraktion in einem Haus als Geiseln genommen.                                                                                       |           |                             |                            |                     |                                         |                 |                                 |

## Staffel 4 (2005)
| Nr. (ges.) | Nr. (St.) | Deutscher Titel          | Originaltitel                                     | Erstausstrahlung GB | Deutschsprachige Erstausstrahlung (FOX) | Regie           | Drehbuch       |
| --- | --------- | ------------------------ | ------------------------------------------------- | ------------------- | --------------------------------------- | --------------- | -------------- |
| 27 | 1         | Bomben in London, Teil 1 | Surreal World                                     | 12. Sep. 2005       | 15. Okt. 2009                           | Antonia Bird    | Ben Richards   |
| Die US-amerikanische Terrorgruppe „Shining Dawn“ versucht ihren Anführer freizupressen, bevor er in die USA ausgeliefert wird. |           |                          |                                                   |                     |                                         |                 |                |
| 28 | 2         | Bomben in London, Teil 2 | The Possibility Of A Mole                         | 13. Sep. 2005       | 22. Okt. 2009                           | Antonia Bird    | Ben Richards   |
| Zaf und Adam können die erste Bombe entschärfen, doch Zaf gerät in Gefangenschaft der Terrorgruppe, und im Thames House kämpft man gegen einen Verräter.                                                                                                  |           |                          |                                                   |                     |                                         |                 |                |
| 29 | 3         | Gefahr von Rechts        | Campaign On Terror                                | 22. Sep. 2005       | 29. Okt. 2009                           | Alrick Riley    | Ben Richards   |
| Der MI5 kämpft gegen den Aufstieg der rechtsradikalen Partei „The British Way“. |           |                          |                                                   |                     |                                         |                 |                |
| 30 | 4         | Der Prinz                | Infiltration Of A New Threat                      | 29. Sep. 2005       | 5. Nov. 2009                            | Alrick Riley    | Howard Brenton |
| Der bekannte Terrorist Mohammed Yazdi versucht illegal nach Großbritannien einzureisen. Adam Carter versucht ihn undercover auf seiner Reise von diesem Plan abzubringen.                                                                                 |           |                          |                                                   |                     |                                         |                 |                |
| 31 | 5         | Das schwarze Buch        | A Journalist, A Minister And A Conservative Group | 6. Okt. 2005        | 12. Nov. 2009                           | Jeremy Lovering | Raymond Khoury |
| Der Journalist Gary Hicks beobachtet die Ermordung des im Ruhestand befindlichen MI5-Agenten Clive McTaggert. |           |                          |                                                   |                     |                                         |                 |                |
| 32 | 6         | Unschuldig?              | Beyond The Cell                                   | 13. Okt. 2005       | 19. Nov. 2009                           | Jeremy Lovering | David Farr     |
| Der Terrorist Nazim Malek wird vorzeitig aus dem Gefängnis entlassen, da er unter dem Verdacht steht einen neuen Terroranschlag zu organisieren, um ihn observieren zu können.                                                                            |           |                          |                                                   |                     |                                         |                 |                |
| 33 | 7         | Syrien                   | Where Trouble Lies                                | 20. Okt. 2005       | 26. Nov. 2009                           | Omar Madha      | Raymond Khoury |
| 10 Jahre nach ihrem letzten Kontakt begegnet Fiona Carter ihrem syrischen Ehemann Farook in London. |           |                          |                                                   |                     |                                         |                 |                |
| 34 | 8         | Der Genosse              | Traitor In A Friend                               | 27. Okt. 2005       | 3. Dez. 2009                            | Omar Madha      | Howard Brenton |
| Adam Carter observiert den im Kalten Krieg als Doppelagenten agierenden Russen Hugo Ross. Währenddessen versuchen seine Kollegen mit der Operation „Songbird“ den Verkauf des Gesundheitswesens an einen kriminellen russischen Milliardär zu verhindern. |           |                          |                                                   |                     |                                         |                 |                |
| 35 | 9         | Doppelspiel              | The Sting                                         | 3. Nov. 2005        | 10. Dez. 2009                           | Julian Simpson  | Rupert Walters |
| Harry Pearce verhindert die Entführung und Verschleppung eines mutmaßlichen Terroristen durch die CIA in die USA. Dieser ermordet wenig später einen MI5-Agenten.                                                                                         |           |                          |                                                   |                     |                                         |                 |                |
| 36 | 10        | Diana                    | Diana                                             | 10. Nov. 2005       | 17. Dez. 2009                           | Julian Simpson  | Howard Brenton |
| Die ehemalige Geheimdienst-Mitarbeiterin Angela nimmt die Mitarbeiter der Abteilung D im Thames House als Geiseln, damit diese „die Wahrheit“ über den Tod der Prinzessin Diana veröffentlichen.                                                          |           |                          |                                                   |                     |                                         |                 |                |

## Staffel 5 (2006)
| Nr. (ges.) | Nr. (St.) | Deutscher Titel           | Originaltitel          | Erstausstrahlung GB | Deutschsprachige Erstausstrahlung (FOX) | Regie          | Drehbuch       |
| --- | --------- | ------------------------- | ---------------------- | ------------------- | --------------------------------------- | -------------- | -------------- |
| 37 | 1         | Der Staatsstreich, Teil 1 | Gas And Oil, Part 1    | 17. Sep. 2006       | 7. Jan. 2010                            | Omar Madha     | Ben Richards   |
| Auf ein großes Öl- und Gaslager wird ein Terroranschlag verübt, und es gibt bereits Gerüchte über einen weiteren. Der MI5 ermittelt Verbindungen zu den Spitzen der Gesellschaft.                                                                          |           |                           |                        |                     |                                         |                |                |
| 38 | 2         | Der Staatsstreich, Teil 2 | Gas And Oil, Part 2    | 18. Sep. 2006       | 14. Jan. 2010                           | Omar Madha     | Ben Richards   |
| Die Verschwörer versuchen während ihres Staatsstreichs den Innenminister zu ermorden. Als dies misslingt, nehmen sie Harry Pearce gefangen. |           |                           |                        |                     |                                         |                |                |
| 39 | 3         | Gotteskrieger             | The Cell               | 25. Sep. 2006       | 21. Jan. 2010                           | Julian Simpson | Ben Richards   |
| Zaf ermittelt verdeckt in einer Al-Qaida-Zelle, die einen Terroranschlag in Großbritannien plant. |           |                           |                        |                     |                                         |                |                |
| 40 | 4         | Der Afrika-Gipfel         | World Trade            | 2. Okt. 2006        | 28. Jan. 2010                           | Kenny Glenaan  | David Farr     |
| Ein afrikanischer Staatsführer erhält auf einem Treffen der Welthandelsorganisation in London eine Morddrohung. Das Team des MI5 versucht ihn zu beschützen.                                                                                               |           |                           |                        |                     |                                         |                |                |
| 41 | 5         | Das Komplott              | The Message            | 9. Okt. 2006        | 28. Jan. 2010                           | Kenny Glenaan  | Zinnie Harris  |
| Der MI5 untersucht einen Gefängnisbrand, bei dem sieben Terrorverdächtige getötet wurden, denn es scheint, als wolle die Regierung etwas vertuschen. |           |                           |                        |                     |                                         |                |                |
| 42 | 6         | Die Geiselnehmer, Teil 1  | Hostage Takers, Part 1 | 16. Okt. 2006       | 7. Feb. 2010                            | Andy Hay       | Raymond Khoury |
| Der MI5 erfährt, dass die Regierung Nukleartechnologien an Golfstaaten verkaufen will, um sich zukünftige Öllieferungen zu sichern. Während der Ermittlungen nimmt eine unbekannte Gruppe die Menschen in der Botschaft als Geiseln.                       |           |                           |                        |                     |                                         |                |                |
| 43 | 7         | Die Geiselnehmer, Teil 2  | Hostage Takers, Part 2 | 23. Okt. 2006       | 16. Feb. 2010                           | Andy Hay       | Raymond Khoury |
| Noch immer halten die Geiselnehmer die Gäste der Botschaft in ihrer Gewalt. Doch scheinbar gibt es eine undichte Stelle auf Seiten des MI5, da die Geiselnehmer immer einen Schritt voraus sind.                                                           |           |                           |                        |                     |                                         |                |                |
| 44 | 8         | Die Liga des Herrn        | Agenda                 | 30. Okt. 2006       | 23. Feb. 2010                           | Julian Simpson | Julian Simpson |
| Eine radikale christliche Gruppe verübt Anschläge auf muslimische Gemeinden. Adam ermittelt undercover. |           |                           |                        |                     |                                         |                |                |
| 45 | 9         | Kriegsverbrecher          | The Criminal           | 6. Nov. 2006        | 2. März 2010                            | Julian Holmes  | Neil Cross     |
| Der MI5 wird beauftragt, den serbischen Kriegsverbrecher Niko Grecic zu beschützen, damit er vor dem Kriegsverbrechertribunal in Den Haag gegen seinen früheren Kommandanten aussagen kann, denn ein übergelaufener MI6-Agent versucht dies zu verhindern. |           |                           |                        |                     |                                         |                |                |
| 46 | 10        | Die Flut                  | Aftermath              | 13. Nov. 2006       | 9. März 2010                            | Julian Holmes  | David Farr     |
| Fanatische Umweltaktivisten verschanzen sich im Themse-Wehr und drohen die Anlage zu sprengen, um mit der folgenden Flut London zu überschwemmen. |           |                           |                        |                     |                                         |                |                |

## Staffel 6 (2007)
| Nr. (ges.) | Nr. (St.) | Deutscher Titel            | Originaltitel     | Erstausstrahlung GB | Deutschsprachige Erstausstrahlung (ZDFneo) | Regie           | Drehbuch       |
| --- | --------- | -------------------------- | ----------------- | ------------------- | ------------------------------------------ | --------------- | -------------- |
| 47 | 1         | Unsichtbarer Feind, Teil 1 | The Virus, Part 1 | 16. Okt. 2007       | 17. Okt. 2011                              | Omar Madha      | Neil Cross     |
| Um Mehan Asnik, Mitglied des iranischen Geheimdienstes, auszuschalten, inszeniert der MI5 einen Bombenanschlag auf einen Zug in Teheran; doch Asnik entkommt, und bei der Explosion wird ein biologischer Kampfstoff freigesetzt.                                                                                 |           |                            |                   |                     |                                            |                 |                |
| 48 | 2         | Unsichtbarer Feind, Teil 2 | The Virus, Part 2 | 23. Okt. 2007       | 24. Okt. 2011                              | Omar Madha      | Neil Cross     |
| Das Virus hat London erreicht. Der MI5 tut alles, um ein Heilmittel zu beschaffen. |           |                            |                   |                     |                                            |                 |                |
| 49 | 3         | Aurora                     | The Kidnap        | 30. Okt. 2007       | 31. Okt. 2011                              | Charles Beeson  | Rupert Walters |
| Ein britisches Transportflugzeug stürzt über einem US-Stützpunkt ab. Der MI5 hat Zweifel an der offiziellen Absturzursache und stellt eigene Untersuchungen an. |           |                            |                   |                     |                                            |                 |                |
| 50 | 4         | Das Attentat               | The Extremist     | 6. Nov. 2007        | 7. Nov. 2011                               | Charles Beeson  | David Farr     |
| Der MI5 erfährt, dass algerische Extremisten um Abdul Kharami in London ein Attentat planen. |           |                            |                   |                     |                                            |                 |                |
| 51 | 5         | Unter Verdacht             | The Deal          | 13. Nov. 2007       | 14. Nov. 2011                              | Brendan Maher   | Zinnie Harris  |
| Adam Carter wird beschuldigt, einen Journalisten angegriffen und schwer verletzt zu haben; währenddessen muss der MI5 verhindern, dass der Iran Blaupausen für einen nuklearen Zünder kauft. |           |                            |                   |                     |                                            |                 |                |
| 52 | 6         | Der Kurier                 | The Courier       | 20. Nov. 2007       | 21. Nov. 2011                              | Brendan Maher   | George Tiffin  |
| Eine Schaltplatine für Nuklearsprengsätze soll von London aus in den Iran geschmuggelt werden. Gleichzeitig drohen Unbekannte, das Trinkwasser in London zu vergiften, wenn der Kurier aufgehalten wird. |           |                            |                   |                     |                                            |                 |                |
| 53 | 7         | Sondersendung              | Broadcast         | 27. Nov. 2007       | 28. Nov. 2011                              | Stefan Schwartz | David Farr     |
| Ein Abkommen zwischen Iran, Großbritannien und den USA soll live im Fernsehen bekannt gegeben werden, doch Terroristen nehmen die Menschen im Studio als Geiseln. |           |                            |                   |                     |                                            |                 |                |
| 54 | 8         | Jalta                      | Infiltration      | 4. Dez. 2007        | 5. Dez. 2011                               | Stefan Schwartz | Neil Cross     |
| Die Geheimorganisation Jalta holt zum großen Schlag gegen das US-Militär aus, was den Amerikanern nicht verborgen bleibt, die die Mitglieder von Jalta ins Visier nehmen. In dieser kritischen Situation erfährt der MI5 von Roses Beziehungen zu Jalta, sie muss nun beweisen, wem ihre Loyalität wirklich gilt. |           |                            |                   |                     |                                            |                 |                |
| 55 | 9         | Kaltgestellt               | Isolated          | 11. Dez. 2007       | 12. Dez. 2011                              | Alrick Riley    | Neil Cross     |
| Das ganze Team wird vom Dienst suspendiert, und der Innenminister versucht, die Gruppe vom ehemaligen IRA-Terroristen Davie King töten zu lassen. |           |                            |                   |                     |                                            |                 |                |
| 56 | 10        | Zwischen den Fronten       | The School        | –                   | 18. Dez. 2011                              | Alrick Riley    | Ben Richards   |
| In London soll ein Anschlag auf eine Schule verübt werden. Jo und Adam werden von den „Redbacks“ gekidnappt, einer Gruppe von Söldnern, die für ihre Foltermethoden berüchtigt sind. Harry Pearce muss sich entscheiden, ob er die beiden retten oder den Anschlag verhindern will.                               |           |                            |                   |                     |                                            |                 |                |

## Staffel 7 (2008)
| Nr. (ges.) | Nr. (St.) | Deutscher Titel           | Originaltitel        | Erstausstrahlung GB | Deutschsprachige Erstausstrahlung (ZDFneo) | Regie         | Drehbuch                        |
| --- | --------- | ------------------------- | -------------------- | ------------------- | ------------------------------------------ | ------------- | ------------------------------- |
| 57 | 1         | Alte Freunde, neue Feinde | New Allegiances      | 27. Okt. 2008       | 2. Jan. 2012                               | Colm McCarthy | Neil Cross & Ben Richards       |
| Der MI5 bekommt bei einem Austausch mit den Russen den Agenten Lucas North zurück, der acht Jahre in einem russischen Gefängnis zugebracht hat. Zur gleichen Zeit entführt al-Qaida einen britischen Soldaten und droht ihn zu töten, wenn die Feierlichkeiten zum Remembrance Day nicht abgesagt werden. Adam Carter stirbt bei einer Explosion. |           |                           |                      |                     |                                            |               |                                 |
| 58 | 2         | Unerbittlich              | Split Loyalties      | 27. Okt. 2008       | 9. Jan. 2012                               | Colm McCarthy | Neil Cross & Ben Richards       |
| Nachdem klar ist, dass die Russen hinter dem Attentat am Remembrance Day stecken, will Harry Pearce den Chef des russischen Geheimdienstes zur Strecke bringen. |           |                           |                      |                     |                                            |               |                                 |
| 59 | 3         | Märtyrer                  | The Tip-Off          | 28. Okt. 2008       | 16. Jan. 2012                              | Peter Hoar    | Russell Lewis & Ben Richards    |
| Der MI5 erfährt von einem Informanten beim pakistanischen Geheimdienst, dass Nadif Abdelrashid einen Selbstmordanschlag in London plant. Lucas North berichtet, dass die Russen ihn zum streng geheimen Spionageprojekt „Sugar Horse“ verhört haben. Harry bittet seinen ehemaligen Mentor Bernard Qualtrough um Hilfe.                           |           |                           |                      |                     |                                            |               |                                 |
| 60 | 4         | Gewagte Allianz           | A Chance For Peace   | 3. Nov. 2008        | 23. Jan. 2012                              | Peter Hoar    | Richard McBrien                 |
| Muhammed Khordad bietet an, dem MI5 bei der Verhinderung eines Bombenattentats zu helfen. Doch der MI5 ist nicht der einzige, der ein Interesse an Khordad hat. |           |                           |                      |                     |                                            |               |                                 |
| 61 | 5         | Das Milliarden-Spiel      | On the Brink         | 10. Nov. 2008       | 30. Jan. 2012                              | Edward Hall   | Christian Spurrier              |
| Die mögliche Pleite der Highland-Life-Bank erschüttert das Vertrauen in die britische Finanzwirtschaft. Der MI5 soll dem mutmaßlichen Drahtzieher der Gerüchte Alexis Meynell das Handwerk legen. |           |                           |                      |                     |                                            |               |                                 |
| 62 | 6         | Der Augenzeuge            | Accidental Discovery | 17. Nov. 2008       | 6. Feb. 2012                               | Edward Hall   | David Farr                      |
| Der MI5 wird auf den Teenager Dean Mitchell aufmerksam, weil dieser eine Hightech-Waffe im Internet versteigert. Während Lucas den Jungen und seine Mutter in Sicherheit bringt, versucht der Rest des Teams das Attentat auf einen UN-Sonderbeauftragten zu verhindern.                                                                          |           |                           |                      |                     |                                            |               |                                 |
| 63 | 7         | Der Maulwurf              | The Mole             | 24. Nov. 2008       | 13. Feb. 2012                              | Sam Miller    | James Moran, Christian Spurrier |
| Sugar Horse scheint aufgeflogen zu sein. Mehrere Agenten sterben in Russland durch vermeintliche Unfälle. Harry Pearce wird verdächtigt, das Netzwerk an die Russen verraten zu haben und wird festgenommen. |           |                           |                      |                     |                                            |               |                                 |
| 64 | 8         | Ein Schläfer erwacht      | Nuclear Strike       | 8. Dez. 2008        | 20. Feb. 2012                              | Sam Miller    | Neil Cross                      |
| Ein russischer Schläfer soll eine Kofferbombe mit nuklearem Material in London zur Detonation bringen. Die einzige, die seine Identität kennt, ist Connie James. Doch der FSB versucht alles, um den MI5 aufzuhalten. Harry begibt sich in die Höhle des Löwen, um den FSB aufzuhalten.                                                           |           |                           |                      |                     |                                            |               |                                 |

## Staffel 8 (2009)
| Nr. (ges.) | Nr. (St.) | Deutscher Titel   | Originaltitel | Erstausstrahlung GB | Deutschsprachige Erstausstrahlung (FOX) | Regie                            | Drehbuch        |
| --- | --------- | ----------------- | ------------- | ------------------- | --------------------------------------- | -------------------------------- | --------------- |
| 65 | 1         | Tödlicher Pakt    | Episode #8.1  | 4. Nov. 2009        | 24. Feb. 2012                           | Alrick Riley                     | Ben Richards    |
| Das Team ist nach Harry Pearce' Entführung geschockt. Seine Entführer wollen, dass Harry das Versteck einer Ladung waffenfähigen Urans preisgibt. Aber es gibt noch jemanden, der das Versteck kennt: Ruth Evershed. |           |                   |               |                     |                                         |                                  |                 |
| 66 | 2         | Der Unterhändler  | Episode #8.2  | 6. Nov. 2009        | 2. März 2012                            | Alrick Riley                     | Ben Richards    |
| Nach der Explosion einer Wiederaufbereitungsanlage für Erdgas droht der britischen Energieversorgung der Zusammenbruch. Die Regierung von Tasbekistan ist bereit, für Nachschub zu sorgen, doch welche Gegenleistung werden sie fordern? |           |                   |               |                     |                                         |                                  |                 |
| 67 | 3         | Das Tribunal      | Episode #8.3  | 13. Nov. 2009       | 2. März 2012                            | Christian Spurrier & Sean Reilly | Sam Miller      |
| Terroristen nehmen acht der reichsten Wirtschaftsbosse der Welt als Geiseln. Sie verschanzen sich mit ihnen in einem unterirdischen Bunker und wollen ihnen live im Internet den Prozess machen. Ros, die verdeckt ermittelt hat, befindet sich unter den Geiseln. Bei der Befreiungsaktion stirbt Jo Portman, als ein Schuss von Ros einen vor ihr stehenden Terroristen durchschlägt und in ihre Brust eindringt. |           |                   |               |                     |                                         |                                  |                 |
| 68 | 4         | Der Russe         | Episode #8.4  | 20. Nov. 2009       | 9. März 2012                            | Sam Miller                       | David Farr      |
| Lucas wird vom FSB-Agenten Oleg Darshavin kontaktiert, der behauptet, Informationen über einen bevorstehenden Anschlag in London zu haben. Harry ist besorgt, ob Lucas objektiv bleiben kann, denn Darshavin war für die Verhöre von Lucas während dessen Gefangenschaft in Russland verantwortlich. |           |                   |               |                     |                                         |                                  |                 |
| 69 | 5         | Der Rachefeldzug  | Episode #8.5  | 27. Nov. 2009       | 16. März 2012                           | Alrick Riley                     | Richard McBrien |
| Zwei CIA-Agenten sterben auf britischem Boden, und die Beweise scheinen auf den MI6 hinzuweisen. Kurz darauf wird Ros Myers von ihrem alten Mentor Jack Coleville kontaktiert, der sie zum Geheimdienst gebracht hatte. Als feststeht, dass Coleville in die Morde verwickelt ist, macht sich Ros selbst zum Lockvogel, um die Morde zu beenden.                                                                    |           |                   |               |                     |                                         |                                  |                 |
| 70 | 6         | Der Banker        | Episode #8.6  | 4. Dez. 2009        | 23. März 2012                           | Edward Hall                      | Dennis Kelly    |
| Großbritannien droht der Staatsbankrott. Um diesen abzuwenden, sollen mehrere Milliarden bei der korrupten Dewitts-Bank beschlagnahmt werden. Doch der Informant will die notwendigen Informationen nicht preisgeben. Als ein Killerkommando auf ihn angesetzt wird, beginnt für Sektion D ein mörderischer Wettlauf.                                                                                               |           |                   |               |                     |                                         |                                  |                 |
| 71 | 7         | Ewige Feindschaft | Episode #8.7  | 11. Dez. 2009       | 30. März 2012                           | Edward Hall                      | James Dormer    |
| Ein indischer Agent wird in London umgebracht. Seine Aufgabe war es, eine hinduistische Terrorzelle zu beobachten. Lucas soll seinen 17-jährigen Informanten dazu bringen, Sektion D weiterhin mit Informationen zu versorgen. |           |                   |               |                     |                                         |                                  |                 |
| 72 | 8         | Erbitterte Gegner | Episode #8.8  | 23. Dez. 2009       | 6. Apr. 2012                            | Alrick Riley                     | Ben Richards    |
| Nightingale provoziert einen Krieg zwischen Indien und Pakistan. Die britische Regierung will mit einem Gipfeltreffen in London vermitteln, doch Nightingale ist vorbereitet und plant das Treffen mit einem Bombenanschlag zu vereiteln. |           |                   |               |                     |                                         |                                  |                 |

## Staffel 9 (2010)
| Nr. (ges.) | Nr. (St.) | Deutscher Titel               | Originaltitel | Erstausstrahlung GB | Deutschsprachige Erstausstrahlung (FOX) | Regie               | Drehbuch                                     |
| --- | --------- | ----------------------------- | ------------- | ------------------- | --------------------------------------- | ------------------- | -------------------------------------------- |
| 73 | 1         | Tödliche Entscheidung         | Episode 1     | 20. Sep. 2010       | 13. Apr. 2012                           | Paul Whittington    | Jonathan Brackley, Sam Vincent               |
| Harry ist nach dem Tod von Ros und dem Innenminister schwer erschüttert und will seinen Rücktritt einreichen. Der neue Innenminister bittet ihn jedoch, sich noch etwas Zeit zu lassen. Lucas soll an Bord eines Frachters den Terroristen Hussein Abib liquidieren. Als Piraten das Schiff kapern, muss Lucas sich jedoch absetzen. |           |                               |               |                     |                                         |                     |                                              |
| 74 | 2         | Der Ölbaron                   | Episode 2     | 27. Sep. 2010       | 20. Apr. 2012                           | Michael Caton-Jones | David Farr                                   |
| Beth bekommt ihren ersten Auftrag: Sie soll den Ölbaron Robert Westhouse beschützen, der von Agenten der Nigerianer ermordet werden soll. Der Auftrag endet jedoch bereits im Aufzug zu Westhousers Penthouse mit einem Blutbad. Doch es kommen Zweifel auf, wem der Anschlag wirklich galt, und Beth scheint dem MI5 etwas zu verheimlichen. |           |                               |               |                     |                                         |                     |                                              |
| 75 | 3         | Nervengift                    | Episode 3     | 4. Okt. 2010        | 27. Apr. 2012                           | Michael Caton-Jones | Richard McBrien                              |
| Eine Terrorzelle in Asachstan will sich den biologischen Kampfstoff Paroxocybin beschaffen. Der MI5 erfährt davon, und der Innenminister verlangt von Harry, mit den Russen zusammenzuarbeiten. Nach dem Einsatz exekutieren die Russen kurzerhand alle Gefangenen. Ein Mitglied der Zelle kann entkommen und macht sich auf den Weg nach London. Dort soll eine weitere Paroxocybin-Probe versteckt sein. |           |                               |               |                     |                                         |                     |                                              |
| 76 | 4         | Der Chinese                   | Episode 4     | 11. Okt. 2010       | 4. Mai 2012                             | Paul Whittington    | Jonathan Brackley, Sam Vincent               |
| Beth versucht einen chinesischen Agenten umzudrehen. Als der MI5 die Information erhält, dass eine Operation geplant ist, muss Beth mehr Druck machen, um Lucas und Dimitri aus einer brenzligen Situation in der chinesischen Botschaft zu retten. Die erbeuteten Informationen führen den MI5 zur Wissenschaftlerin Dr. Jiangs. Während einer Rettungsaktion kommt es zur Konfrontation. Harry steht vor der Wahl, Dr. Jiangs und den Doppelagent an die Chinesen zu übergeben oder eine Bombe in London explodieren zu lassen. |           |                               |               |                     |                                         |                     |                                              |
| 77 | 5         | Friedensgespräche             | Episode 5     | 18. Okt. 2010       | 11. Mai 2012                            | Julian Holmes       | Oliver Brown, Jonathan Brackley, Sam Vincent |
| Unter dem Vorwand eines Staatsbesuchs in London will der US-Präsident bei geheimen Friedensverhandlungen zwischen Israelis und Palästinensern vermitteln. Der MI5 wird mit der Sicherung des Gipfels betraut. Beth und Dimitri übernehmen den Schutz der Delegationen. |           |                               |               |                     |                                         |                     |                                              |
| 78 | 6         | Totale Überwachung            | Episode 6     | 25. Okt. 2010       | 18. Mai 2012                            | Julian Holmes       | Jonathan Brackley, Sam Vincent               |
| Nach einem Zwischenfall mit einer US-Drohne bestehen die Amerikaner auf ein Update der IT-Sicherheitssysteme der Briten. Die Aktivierung soll im MI5-Hauptquartier durch eine amerikanische Kryptographie-Expertin erfolgen. Tarek findet heraus, dass die Systeme des MI5 kompromittiert sind und jedes Wort, das gesagt wird, abgehört werden kann. Harry und sein Team müssen eine Taktik entwickeln, ohne dass die Zuhörer etwas mitbekommen.                                                                                 |           |                               |               |                     |                                         |                     |                                              |
| 79 | 7         | Wer ist Lucas North? - Teil 1 | Episode 7     | 1. Nov. 2010        | 25. Mai 2012                            | Edward Hall         | Anthony Neilson                              |
| Bei der Untersuchung des Bombenanschlags auf die britische Botschaft in Dakar 1995 kommen besorgniserregende Informationen über Lucas’ Vergangenheit zum Vorschein. Harry muss sich entscheiden, ob er ihm noch vertrauen kann. |           |                               |               |                     |                                         |                     |                                              |
| 80 | 8         | Wer ist Lucas North? - Teil 2 | Episode 8     | 8. Nov. 2010        | 1. Juni 2012                            | Edward Hall         | Jonathan Brackley, Sam Vincent               |
| Harry wendet sich an den ehemaligen MI5-Mann Alec White, um sein Team bei der Suche nach Lucas zu unterstützen. Um an die Geheimdokumente mit dem Codename Albanie zu kommen, kidnappt Lucas Ruth und droht Harry damit, sie umzubringen, wenn er ihm die Informationen nicht übergibt. |           |                               |               |                     |                                         |                     |                                              |

## Staffel 10 (2011)
| Nr. (ges.) | Nr. (St.) | Deutscher Titel              | Originaltitel | Erstausstrahlung GB | Deutschsprachige Erstausstrahlung (FOX) | Regie          | Drehbuch                                        |
| --- | --------- | ---------------------------- | ------------- | ------------------- | --------------------------------------- | -------------- | ----------------------------------------------- |
| 81 | 1         | Besuch aus der Vergangenheit | Episode 1     | 18. Sep. 2011       | 8. Juni 2012                            | Alrick Riley   | Jonathan Brackley, Sam Vincent                  |
| Harry wurde wegen des Verrats von Staatsgeheimnissen von seinem Posten entlassen und soll angeklagt werden. Kurz bevor es soweit ist, schreitet der Innenminister ein. Harry wird gebraucht, da Verhandlungen mit Russland über eine strategische Partnerschaft der beiden Länder anstehen. Ein Mitglied der Delegation ist ein alter Bekannter, Ilya Gavrik, den Harry aus den Zeiten des Kalten Kriegs kennt. Damals konnte er Gavriks Ehefrau Elena als Informantin gewinnen. |           |                              |               |                     |                                         |                |                                                 |
| 82 | 2         | Bloßgestellt                 | Episode 2     | 25. Sep. 2011       | 15. Juni 2012                           | Alrick Riley   | Jonathan Brackley, Sam Vincent                  |
| Calum wird überfallen, als er einen Laptop mit Daten über hochrangige Informanten zum MI6 bringen soll. Kurz darauf werden die Daten im Internet veröffentlicht. Der MI5 muss schnell handeln, um das Leben der Informanten zu retten. Harry ist besorgt, weil jemand Elena Gavrik in seinem Namen kontaktiert hat. Trotz der Gefahr, entdeckt zu werden, muss er sich mit ihr treffen.                                                                                          |           |                              |               |                     |                                         |                |                                                 |
| 83 | 3         | Der Anarchist                | Episode 3     | 2. Okt. 2011        | 22. Juni 2012                           | Julian Holmes  | Jonathan Brackley, Sam Vincent                  |
| Bei einer Gepäckkontrolle werden Spuren von radioaktivem Material entdeckt. Der MI5 vermutet, dass Johnny Grier, ein bekannter Anarchist, einen Anschlag mit einer schmutzigen Bombe plant. Dimitri nimmt über ein Online-Dating-Portal Kontakt mit Griers Schwester auf, doch der bleibt misstrauisch. Währenddessen finden Harry und Ruth heraus, dass Jim Coaver von der CIA sich gegenüber Elena Gavrik als Harry ausgegeben hat.                                            |           |                              |               |                     |                                         |                |                                                 |
| 84 | 4         | Hingabe                      | Episode 4     | 9. Okt. 2011        | 29. Juni 2012                           | Julian Holmes  | Sean Cook                                       |
| Ein für die Sektion D arbeitender Informant wird für einen Selbstmordanschlag rekrutiert. Alles scheint nach Plan zu laufen, bis die Terroristen seine Tochter kidnappen, damit er den Anschlag auch wirklich ausführt. |           |                              |               |                     |                                         |                |                                                 |
| 85 | 5         | Endspiel – Teil 1            | Episode 5     | 16. Okt. 2011       | 6. Juli 2012                            | Bharat Nalluri | Jonathan Brackley, Anthony Neilson, Sam Vincent |
| Harry ist überzeugt, dass Jim Coaver hinter den Mordversuch an Elena Gavrik steckt und lässt ihn von seinem Team entführen. Doch bevor er ihn verhören kann, taucht ein Team der CIA auf, um ihn zu befreien. Bei den Männern handelt es sich jedoch um Söldner die Coaver umbringen. Die CIA macht Harry dafür verantwortlich und fordert seine Auslieferung. |           |                              |               |                     |                                         |                |                                                 |
| 86 | 6         | Endspiel – Teil 2            | Episode 6     | 23. Okt. 2011       | 13. Juli 2012                           | Bharat Nalluri | Jonathan Brackley, Sam Vincent                  |
| Elena Gavrik berichtet Ruth, dass sie wesentlich mehr über die Ereignisse seit Beginn der Verhandlungen weiß als gedacht. Sie will aber nur mit Harry sprechen. Also befreit Sektion D Harry aus dem Gewahrsam der CIA und bringen die beiden zusammen. Sie berichtet Harry von einem bevorstehenden Anschlag auf London. Aber kann man ihr nach allem noch glauben? |           |                              |               |                     |                                         |                |                                                 |